# Regione di Cepheus OB4
La regione di Cepheus OB4 comprende un sistema di nubi molecolari e regioni H II associate a una giovane e dispersa associazione OB, nota come Cepheus OB4; il sistema prende il nome dalla costellazione boreale di Cefeo, nella cui direzione si osserva.
L'associazione si trova nel Braccio di Orione a una distanza di circa 840 parsec (2740 anni luce) dal sistema solare ed è centrata attorno al giovane e compatto ammasso aperto Berkeley 59, situato a sua volta all'interno di un vasto sistema nebuloso di gas ionizzato noto come Ced 214; nella regione sono state osservate numerose sorgenti infrarosse e stelle con emissioni Hα, che indicano che nella nube si sta formando una generazione di stelle prevalentemente di piccola massa.

## Osservazione

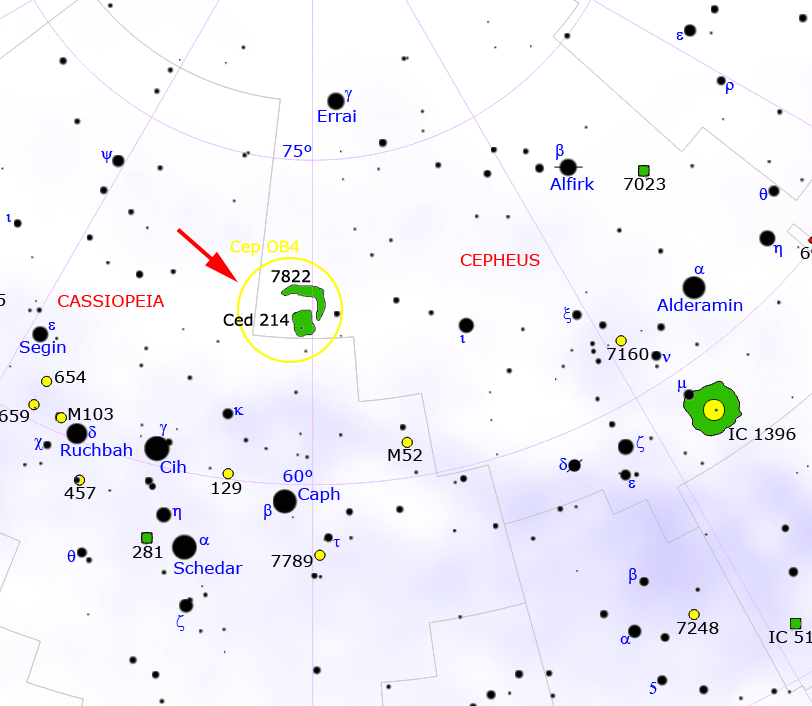
Mappa della regione di Cepheus OB4.

L'associazione Cepheus OB4 si trova nella parte orientale della costellazione di Cefeo, lungo la Via Lattea boreale, vicino al confine con Cassiopea. Le sue componenti più luminose sono di magnitudine visuale 9 e si confondono facilmente con quelle dei campi stellari di fondo, né possono essere individuate ad occhio nudo; è comunque sufficiente un binocolo per poterle notare, nella regione attorno alla grande nebulosa Ced 214. La più brillante, BD+66 1675, è di magnitudine 9,05. L'associazione è centrata attorno all'ammasso aperto Berkeley 59, costituito da una ventina di stelle di magnitudine compresa fra la 9 e la 13.
La declinazione dell'associazione è fortemente settentrionale, favorendone l'osservazione dall'emisfero boreale, dove si presenta circumpolare fino alle basse latitudini; dall'emisfero australe il periodo di osservazione è quindi molto limitato e anche le aree in cui è visibile sono limitate alla fascia tropicale. I mesi adatti per la sua osservazione nel cielo serale sono compresi fra luglio e dicembre.

## Caratteristiche e struttura

Berkeley 59, il cuore dell'associazione Cepheus OB4.

L'associazione Cepheus OB4 fu scoperta nel 1959, con l'individuazione di 16 stelle giovani e calde comprese in una piccola regione di cielo alle coordinate galattiche l=118°, b=+4°, tutte centrate attorno all'ammasso aperto Berkeley 59; appare connesso con una nebulosa oscura molto densa e irregolare contenente alcune regioni a emissione, fra le quali spicca la grande regione H II Ced 214 (W1), la cui estremità più settentrionale possiede la sigla NGC 7822. L'associazione sarebbe composta da 42 giganti blu, poste alla distanza di 840 parsec (2740 anni luce) dal Sole; esiste inoltre una correlazione fra la luminosità e l'arrossamento di queste componenti: infatti le stelle di classe spettrale O e B di Cepheus OB4 sembra che si trovino solo nelle regioni interne alla nube, mentre le componenti di classe B più tendenti al bianco pare siano poste al di fuori, anche se ciò potrebbe essere dovuto soprattutto dell'incompletezza dei rilevamenti condotti in questa regione. L'età delle stelle dell'associazione sarebbe compresa fra 0,6 e 6 milioni di anni.
L'ammasso aperto Berkeley 59 costituisce l'addensamento stellare più massiccio dell'associazione e contiene nove stelle blu con classi spettrali comprese fra la O7 e la B3, fra le quali spicca BD+66 1673, una delle stelle più calde situate entro un raggio di 1000 parsec dal Sole; si tratta di una binaria a eclisse (con sigla V747 Cephei) in cui la stella primaria, di classe O5V, ha una temperatura superficiale pari a 45000 K e una luminosità di 100.000 L⊙.
Cepheus OB4, così come le vicine Cepheus OB2 e Cepheus OB3, consiste in due aree con proprietà dinamiche ed evoluzionistiche differenti: la più antica e più dispersa di queste si estende in un'area di 15' (pari a circa 4 parsec) di diametro ed è situata sul bordo meridionale di una struttura nebulosa circolare chiamata Cepheus Loop (Anello di Cefeo); tramite il moto proprio delle sue componenti si è individuato il suo possibile punto di formazione, situato presso il centro di quello che è ora il Cepheus Loop. Il Cepheus Loop sarebbe stato così originato dal vento stellare delle stelle dell'associazione Cepheus OB2 e dall'esplosione di una o di alcune supernovae in essa contenute, espandendosi in seguito fino a raggiungere altre nubi molecolari; dall'esito di questi scontri si sarebbe poi formato l'ammasso aperto Berkeley 59.
Studiando la morfologia e le dinamiche delle regioni H II associate a Cepheus OB4 a varie linee di emissione, si è scoperta l'esistenza di due strutture a guscio in espansione: una di queste, del raggio di 0,7°, contiene le nebulose Ced 214 e NGC 7822, più la gran parte delle stelle dell'associazione, il cui vento stellare ne favorisce la sua espansione; l'altra struttura, del raggio di 1,5°, è centrata sulla seconda nebulosa e potrebbe essere il risultato di un'esplosione di supernova o dell'azione del vento stellare delle stelle più massicce. Indagando invece la distribuzione spaziale e le proprietà dinamiche del mezzo interstellare dell'area, si è scoperta un'ulteriore struttura a bolla, il cui centro ricade alle coordinate galattiche l=122°, b=+10°; data la sua distanza di 800 parsec, è stato calcolato che il raggio della bolla dovrebbe essere pari a circa 100 parsec, con una velocità di espansione di 0,4 km/s e una massa di idrogeno neutro pari a 99.000 M☉.

## Fenomeni di formazione stellare

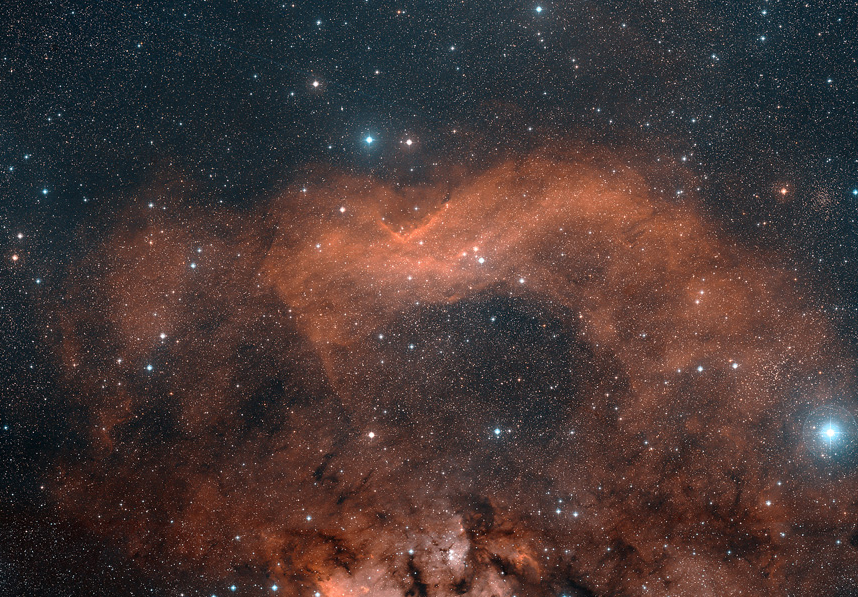
NGC 7822, la sezione più settentrionale del complesso nebuloso.

All'interno delle nubi oscure presenti in questa regione sono state identificate diverse sorgenti con linee di emissione Hα, alcune delle quali sarebbero giovani stelle T Tauri. La quasi totalità dei fenomeni di formazione stellare di questa regione si concentrano attorno alla nebulosa Ced 214.
L'intensa radiazione ultravioletta delle stelle di Cepheus OB4 si rende responsabile della ionizzazione dei gas dell'intera nebulosa e produce un fronte di ionizzazione che si estende sulla superficie di due dense nubi molecolari, individuate tramite le loro emissioni CO; la compressione che deriva dall'onda d'urto del fronte destabilizza l'equilibrio interno delle nubi, facendole collassare in più punti. Per questa ragione, il complesso di Ced 214 è un sito di grande importanza per lo studio dei processi di formazione di stelle di piccola massa stimolati dall'azione delle vicine stelle di grande massa.
Nella regione dell'ammasso Berkeley 59 sono state individuate 48 stelle con emissioni Hα, nonché quattro oggetti stellari giovani che presentano emissioni nel vicino infrarosso, segno che sono ancora profondamente avvolte nella nube da cui si stanno formando; mentre l'età delle stelle massicce dell'ammasso è compresa mediamente fra 1 e 2 milioni di anni, quella degli oggetti stellari giovani è inferiore a 1 milione di anni, con l'eccezione di una sola stella. Anche oltre il 30% delle stelle Hα presentano un eccesso di emissioni nell'infrarosso, che sta a indicare che il loro disco interno non si è ancora dissolto.
Sempre nei dintorni dell'ammasso sono stati inoltre individuati due addensamenti, denominati C1 e C2 (dall'inglese clump). Il primo contiene una densa nube dal bordo luminoso (bright-rimmed cloud - BRC) in cui i processi di formazione stellare sono causati dal collasso dovuto all'onda d'urto del fronte di ionizzazione. In entrambi gli addensamenti sono invece presenti emissioni infrarosse, catalogate anche dall'IRAS. La massa delle giovani stelle in formazione risulta essere in genere compresa fra 0,8 e 3 M⊙, anche se le componenti situate nella regione centrale di Berkeley 59 tendono ad essere mediamente le più massicce e sei di queste hanno una massa superiore alle 2 M⊙; per contro, nella parte più occidentale del complesso vi è soltanto una stella con massa superiore alle 2 M⊙.
Nella parte settentrionale del complesso nebuloso sono state individuate strutture frastagliate denominate proboscidi d'elefante, ossia globuli di materia in erosione a causa del forte vento stellare proveniente dalle stelle massicce di Berkeley 59.

### Testi generali
- (EN)   Robert Burnham, Jr., Burnham's Celestial Handbook: Volume Two, New York, Dover Publications, Inc., 1978.
- (EN)   Thomas T. Arny, Explorations:  An Introduction to Astronomy, 3 updatedª ed., Boston, McGraw-Hill, 2007, ISBN 0-07-321369-1.
- AA.VV, L'Universo - Grande enciclopedia dell'astronomia, Novara, De Agostini, 2002.
- J. Gribbin, Enciclopedia di astronomia e cosmologia, Milano, Garzanti, 2005, ISBN 88-11-50517-8.
- W. Owen, et al, Atlante illustrato dell'Universo, Milano, Il Viaggiatore, 2006, ISBN 88-365-3679-4.

### Testi specifici

#### Sull'evoluzione stellare
- (EN)   C. J. Lada, N. D. Kylafits, The Origin of Stars and Planetary Systems, Kluwer Academic Publishers, 1999, ISBN 0-7923-5909-7.
- A. De Blasi, Le stelle: nascita, evoluzione e morte, Bologna, CLUEB, 2002, ISBN 88-491-1832-5.
- C. Abbondi, Universo in evoluzione dalla nascita alla morte delle stelle, Sandit, 2007, ISBN 88-89150-32-7.

#### Sull'associazione Cepheus OB4
- Kun, M.; Kiss, Z. T.; Balog, Z., Star Forming Regions in Cepheus (PDF), Handbook of Star Forming Regions, Volume I: The Northern Sky ASP Monograph Publications, Bo Reipurth, dicembre 2008,  p. 1, ISBN 978-1-58381-670-7.

### Carte celesti
- Toshimi Taki, Taki's 8.5 Magnitude Star Atlas, su geocities.jp, 2005. URL consultato il 9 aprile 2013 (archiviato dall'url originale il 5 novembre 2018). - Atlante celeste liberamente scaricabile in formato PDF.
- Tirion, Rappaport, Lovi, Uranometria 2000.0 - Volume I - The Northern Hemisphere to -6°, Richmond, Virginia, USA, Willmann-Bell, inc., 1987, ISBN 0-943396-14-X.
- Tirion, Sinnott, Sky Atlas 2000.0, 2ª ed., Cambridge, USA, Cambridge University Press, 1998, ISBN 0-933346-90-5.
- Tirion, The Cambridge Star Atlas 2000.0, 3ª ed., Cambridge, USA, Cambridge University Press, 2001, ISBN 0-521-80084-6.